# Dennis Novak
Pour les articles homonymes, voir Novak.
Dennis Novak, né le 28 août 1993 à Wiener Neustadt, est un joueur de tennis autrichien, professionnel depuis 2011.

## Carrière
En 2016, il atteint la finale en double du tournoi de Kitzbühel avec son compatriote Dominic Thiem.
En 2018, il atteint le troisième tour du tournoi de Wimbledon après avoir battu le 19e mondial Lucas Pouille au second tour.
Il fait partie de l'équipe d'Autriche de Coupe Davis depuis 2016. En 2018, il permet à son pays de remporter les barrages du groupe mondial en battant l'Australien Alex De Minaur (38e mondial).

## Palmarès

### Finale en double messieurs
| No | Date       | Nom et lieu du tournoi  | Catégorie | Dotation  | Surface      | Vainqueurs                      | Partenaire    | Score            |          |
| -- | ---------- | ----------------------- | --------- | --------- | ------------ | ------------------------------- | ------------- | ---------------- | -------- |
| 1  | 18-07-2016 | Generali Open Kitzbühel | ATP 250   | 463 520 € | Terre (ext.) | Wesley Koolhof Matwé Middelkoop | Dominic Thiem | 2-6, 6-3, [11-9] | Parcours |

## Parcours dans les tournois duGrand Chelem

### En simple
| Année | Open d'Australie | Open d'Australie | Internationaux de France | Internationaux de France | Wimbledon       | Wimbledon         | US Open         | US Open       |
| ----- | ---------------- | ---------------- | ------------------------ | ------------------------ | --------------- | ----------------- | --------------- | ------------- |
| 2016  | Q2               | M. Trungelliti   | —                        | —                        | Q3              | É. Roger-Vasselin | Q1              | T. de Bakker  |
| 2018  | 1er tour (1/64)  | Grigor Dimitrov  | Q3                       | Adam Pavlásek            | 3e tour (1/16)  | Milos Raonic      | 1er tour (1/64) | Benoît Paire  |
| 2019  | Q1               | A. Nedovyesov    | Q1                       | Blaž Rola                | 1er tour (1/64) | Márton Fucsovics  | —               | —             |
| 2020  | 1er tour (1/64)  | Hubert Hurkacz   | 1er tour (1/64)          | Alexander Zverev         | Annulé          | Annulé            | 1er tour (1/64) | A. Davidovich |
| 2021  | 1er tour (1/64)  | Adrian Mannarino | —                        | —                        | 1er tour (1/64) | Steve Johnson     | —               | —             |
| 2022  | —                | —                | Q1                       | Lorenzo Giustino         | 2e tour (1/32)  | Jason Kubler      | Q3              | Nicolás Jarry |
| 2023  | —                | —                | Q2                       | Jurij Rodionov           | 1er tour (1/64) | Milos Raonic      | Q2              | Marc Polmans  |

N.B. : à droite du résultat se trouve le nom de l'ultime adversaire.

### En double
| Année | Open d'Australie | Open d'Australie | Internationaux de France    | Internationaux de France | Wimbledon | Wimbledon | US Open | US Open |
| ----- | ---------------- | ---------------- | --------------------------- | ------------------------ | --------- | --------- | ------- | ------- |
| 2020  | —                | —                | 2e tour (1/16) Aljaž Bedene | Ivan Dodig Filip Polášek | Annulé    | Annulé    | —       | —       |

N.B. : le nom du partenaire se trouve sous le résultat ; le nom des ultimes adversaires se trouve à droite.

## Classement ATP en fin de saison
| Année          | 2012 | 2013 | 2014 | 2015 | 2016 | 2017 | 2018 | 2019 | 2020 | 2021 | 2022 |
| Rang en simple | 731  | 368  | 313  | 212  | 251  | 227  | 143  | 109  | 96   | 118  | 183  |

Source : (en) Classements de Dennis Novak sur le site officiel de la Fédération internationale de tennis